# 木村翔太
木村 翔太（きむら しょうた、1993年 - ）は日本の美術家。彫刻と絵画を中心に手掛ける。

## 経歴
広島県生まれ。2017年に広島市立大学芸術学部彫刻専攻卒業、2019年に同大学院芸術学研究科造形芸術専攻彫刻研究を修了した。

## 作風

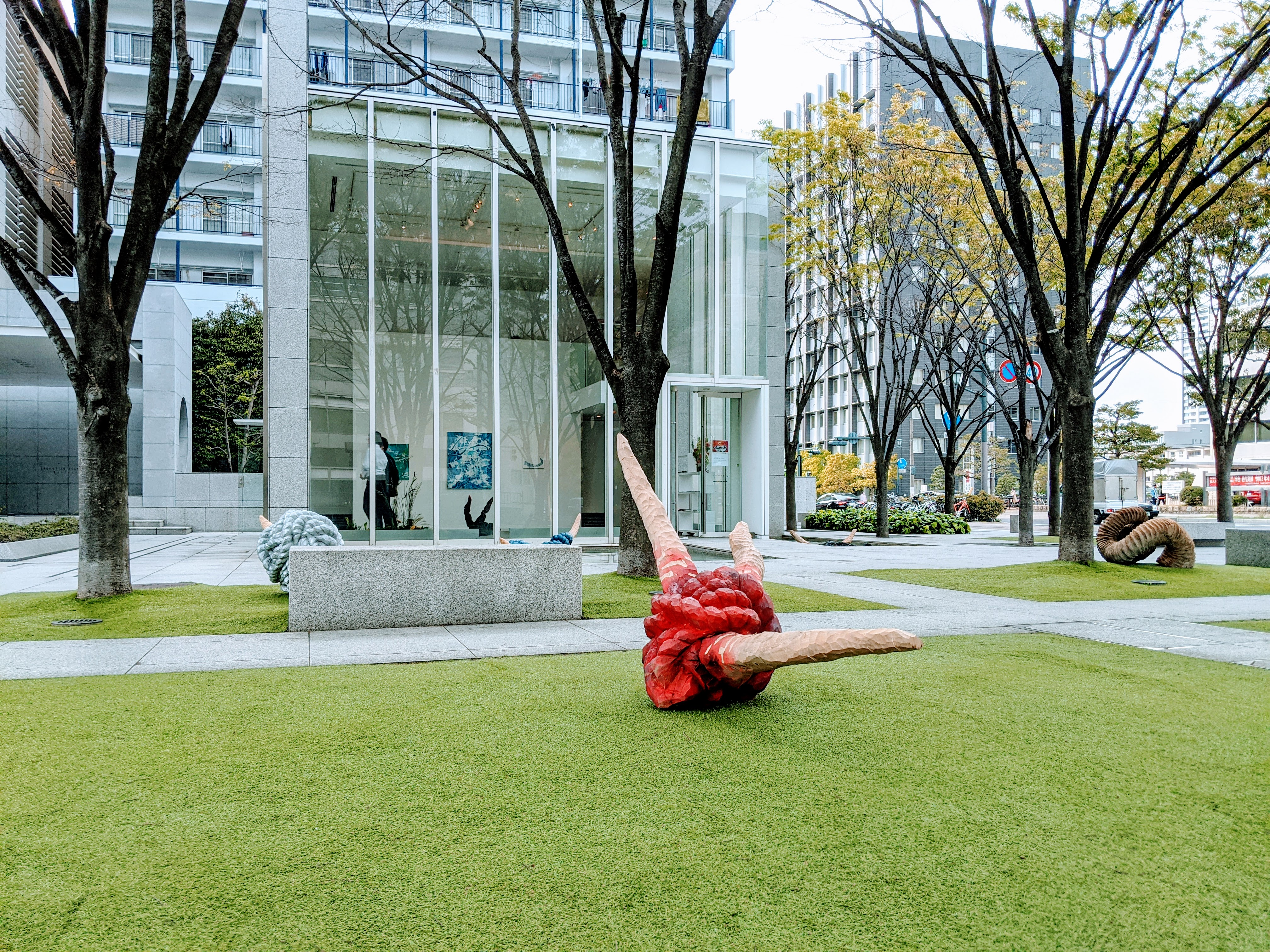
ギャラリーG（広島市中区）で開催された個展での展示風景

### 彫刻
木彫を中心とした彫刻を制作している。主に樟を素材とし、近作は縄が主要なモチーフとなっている。縄はロープとして実用的な面もあるが、木村は縄文土器の模様やしめ縄に用いられるような伝統的、文化的な側面に注目している。縄目を彫刻にすることで、悠久の時の流れや神聖さを醸し出し、うねりや躍動感を表現している。

### 絵画
彫刻のかたわら手掛ける絵画作品では、電線が複雑に交錯する電柱を好んで描いている。電柱をモチーフとするのは、「デザイン性を排した合理的な姿が、かえって美しい」からだという。アクリル絵の具をベースに墨で輪郭を描いている。また、店舗の壁画も手掛けている。

## 主要展示歴・作品

### 展示
- 個展「木村食堂」（2015年 かもめのばぁばぁ（広島市西区））
- Gセレクション「かなりがんばってみた」[4]（2020年 ギャラリーG（広島市中区））
- 亀山トリエンナーレ2020（2020年10月 三重県亀山市にて開催予定。佐々木樹と共作）

### 常設彫刻作品

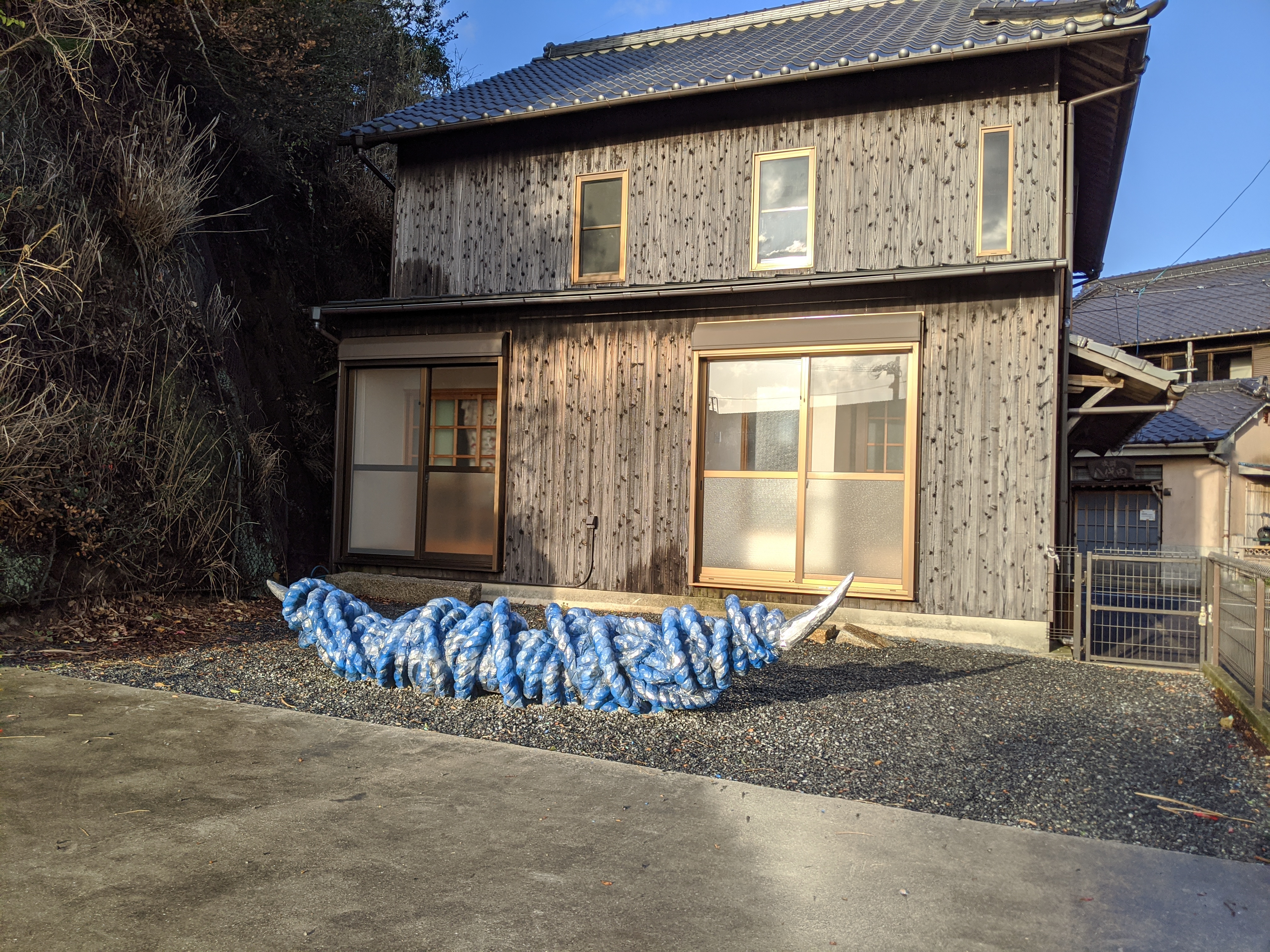
直島本村ギャラリー（香川県香川郡直島町）で常設展示されている木彫「漣（さざなみ）」

#### 漣（2020）
船の竜骨（キール）を縄で巻いた様子を模した木彫作品。直島本村ギャラリー（香川県香川郡直島町）（かつて船大工の家だった）に常設展示。

### 壁画
- ピカソ画房本店（広島市中区）壁画展示（2019年7月から12月まで）
- 駱駝カフェ（広島市西区） 壁画（2018年）

## 受賞歴
- 第32回東広島市美術展奨励賞（2020）
- 第7回新県美展奨励賞（2019）
- 広島二科新人賞（2015）